# دولت‌آباد (خواهان)
دولت آباد انگلیسی: Dowlatabad، روستای است و در بخش مرکزی ولسوالی خواهان و در شمال غرب ولایت بدخشان افغانستان قرار دارد.

## References
- <دولت آباد به انگلیسیDowlatabaad